# 경주 양동 관가정
경주 양동 관가정(慶州 良洞 觀稼亭)은 대한민국 경상북도 경주시 양동마을에 있는, 조선시대의 건축물이다. 1966년 4월 11일 대한민국의 보물 제442호로 지정되었다.

## 개요
조선 전기에 활동했던 관리로서 중종 때 청백리로 널리 알려진 우재 손중돈(1463∼1529)의 옛집이다.
언덕에 자리잡은 건물들의 배치는 사랑채와 안채가 ㅁ자형을 이루는데, 가운데의 마당을 중심으로 남쪽에는 사랑채, 나머지는 안채로 구성된다. 안채의 동북쪽에는 사당을 배치하고, 담으로 양쪽 옆면과 뒷면을 둘러 막아, 집의 앞쪽을 탁 트이게 하여 낮은 지대의 경치를 바라볼 수 있게 하였다. 보통 대문은 행랑채와 연결되지만, 이 집은 특이하게 대문이 사랑채와 연결되어 있다.
사랑채는 남자주인이 생활하면서 손님들을 맞이하는 공간으로, 대문의 왼쪽에 사랑방과 마루가 있다. 마루는 앞면이 트여있는 누마루로 ‘관가정(觀稼亭)’이라는 현판이 걸려있다. 대문의 오른쪽에는 온돌방, 부엌, 작은방들을 두었고 그 앞에 ㄷ자로 꺾이는 안채가 있다. 안채는 안주인이 살림을 하는 공간으로, 부엌, 안방, 큰 대청마루, 광으로 구성되어 있으며 사랑채의 사랑방과 연결이 된다. 네모기둥을 세우고 간소한 모습을 하고 있으나, 뒤쪽의 사당과 누마루는 둥근기둥을 세워 조금은 웅장한 느낌이 들게 했다. 사랑방과 누마루 주변으로는 난간을 돌렸고, 지붕은 안채와 사랑채가 한 지붕으로 이어져 있다.
관가정은 조선 중기의 남부지방 주택을 연구하는데 귀중한 자료가 되는 문화재이다.

## 같이 보기
- 경주 양동마을

## 참고 자료
- 경주 양동 관가정 - 국가유산청 국가유산포털